# Jakob Gartner

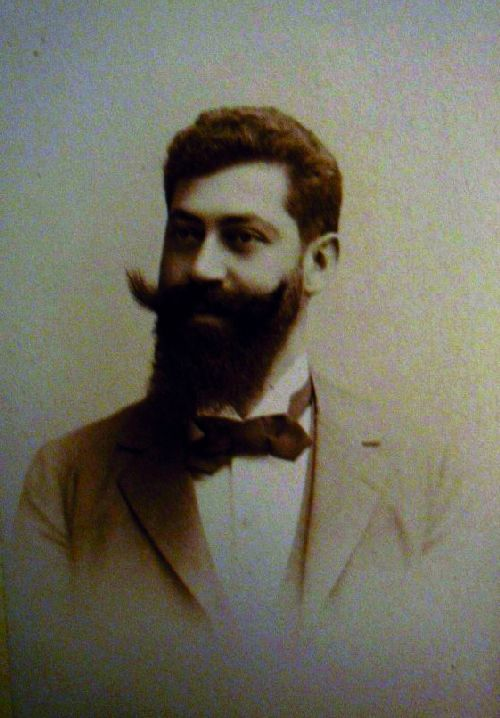

Jakob Gartner (* 6. Oktober 1861 in Přerov (Mähren); † 15. April 1921 in Wien) war ein österreichischer Architekt.

## Biographie
Jakob Gartner kam als eines von fünf Kindern jüdischer Eltern zur Welt. In Brünn besuchte er zunächst die Staatsgewerbeschule und absolvierte bei der Baufirma Knauer, Groß & Löwenfeld eine zweijährige Praxis. Weitere Stationen in seiner Ausbildung war ein Jahr als Architekturzeichner bei Carl Korn in Bielitz, zwei Jahre bei Hugo von Wiedenfeld und drei Jahre in Wien bei Gustav Matthies. Während dieser Zeit studierte er vermutlich bereits an der Akademie der bildenden Künste bei Karl von Hasenauer. Ein Jahr nach dem Ende seines Studiums machte er sich 1888 selbständig.
1908 heiratete er seine Frau Anna, die aus ihrer ersten Ehe ihren Sohn Robert Grünbaum mitbrachte.
Neben Wohn- und Geschäftshäusern errichtete er vor allem Synagogen, wodurch er besondere Bekanntheit erhielt. Mehrere von ihm errichtete Synagogen wurden während der Novemberpogrome 1938 zerstört.
Zwischen 1914 und 1917 plante Jakob Gartner die Anlage des neuen jüdischen Friedhofs am Wiener Zentralfriedhof. Anstelle der von ihm entworfenen Zeremonienhalle konnte aus finanziellen Gründen nur ein provisorisches Gebäude errichtet werden. Zwischen 1926 und 1928 wurde nach Plänen von Ignaz Reiser eine neue Zeremonienhalle errichtet.
Jakob Gartner wurde auf dem Döblinger Friedhof beigesetzt.

## Auszeichnungen
- 1892: Ehrendiplom der Internationalen Kunstausstellung in Zagreb

## Mitgliedschaften
- Jakob Gartner war Vorstandsmitglied der Israelitischen Kultusgemeinde
- ab 1894: Österreichischer Ingenieur- und Architektenverein
- ab 1904: Niederösterreichischer Gewerbeverein

## Bauwerke

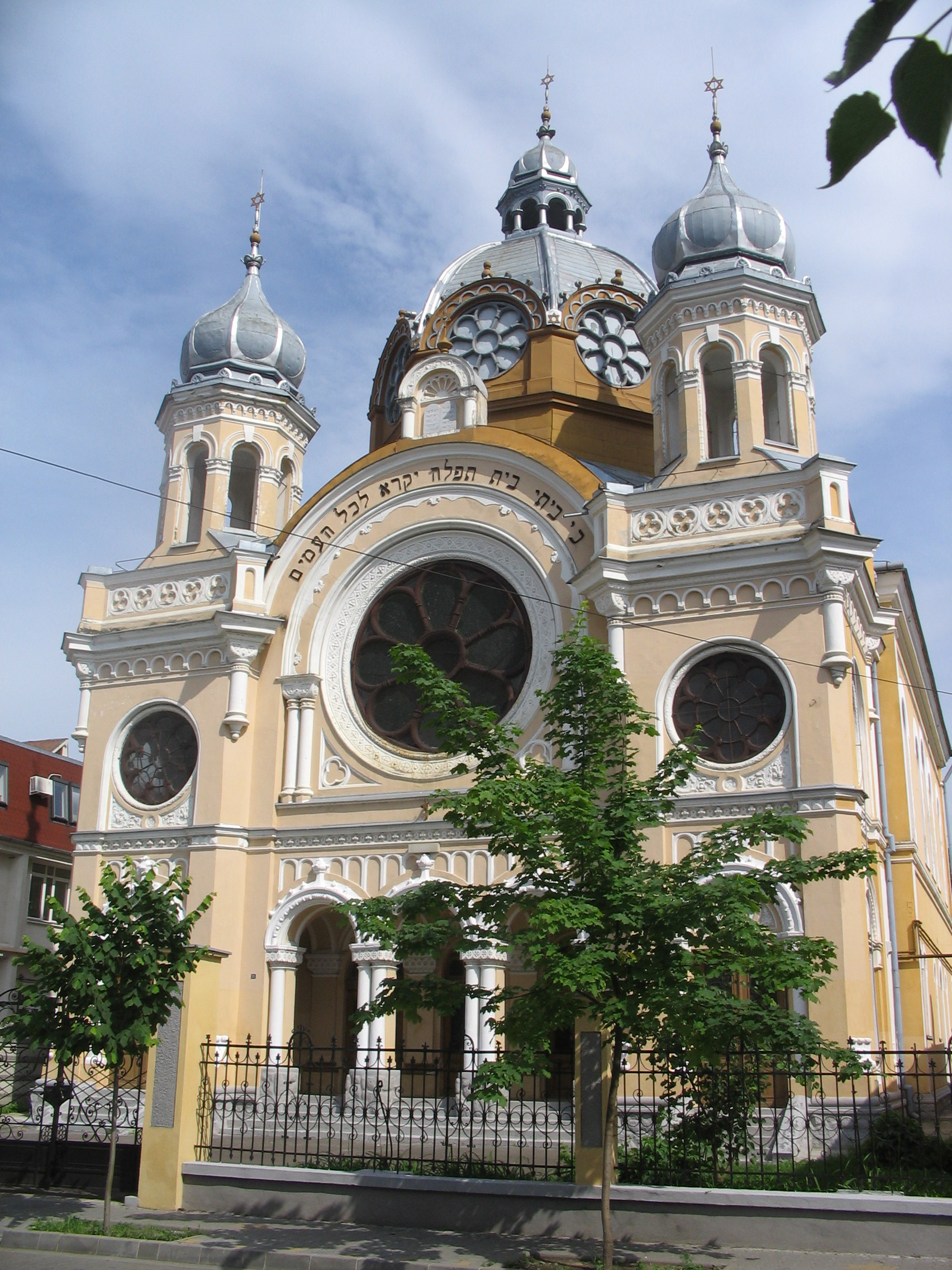
Synagoge in Târgu Mureș

Jakob Gartner war hauptsächlich als Architekt von Synagogen bekannt. Sein Stil war ein Eklektizismus aus maurischen, neoromanischen und byzantinischen Elementen mit orientalisierenden Details.
- 1889: Große Synagoge in Pilsen
- 1890: Synagoge in Hlohovec
- 1891–1897: Status-quo-ante-Synagoge in Trnava
- 1892–1893: Synagoge in Holešov
- 1892–1896 Synagoge in Opava (Troppau)
- 1894: Orthodoxe Synagoge in Debrecen
- 1895–1897: Synagoge in Olomouc  (Olmütz)
- 1896: Synagoge Humboldtgasse (Humboldtgasse 27, Wien-Favoriten)
- 1898: Brigittenauer Tempel (Kluckygasse 11, Wien-Brigittenau)
- 1898: Synagoge (Přerov) in Přerov (Prerau)
- 1898: Simmeringer Tempel (Braunhubergasse 7, Wien-Simmering)
- 1899–1900: Status-quo-ante-Synagoge in Târgu Mureș
- 1899–1900: Synagoge in Nový Bohumín (Oderberg Bahnhof)
- 1900–1901: Synagoge in  Orlová (Orlau)
- 1901–1904: Synagoge in Prostějov (Proßnitz)
- 1907–1908: Jubiläumstempel (Siebenbrunnengasse 1, Wien-Margareten)
- 1908–1910: Synagoge in Kroměříž (Kremsier)
- 1885–1886: Synagoge Újpest in Budapest (möglich)[2]

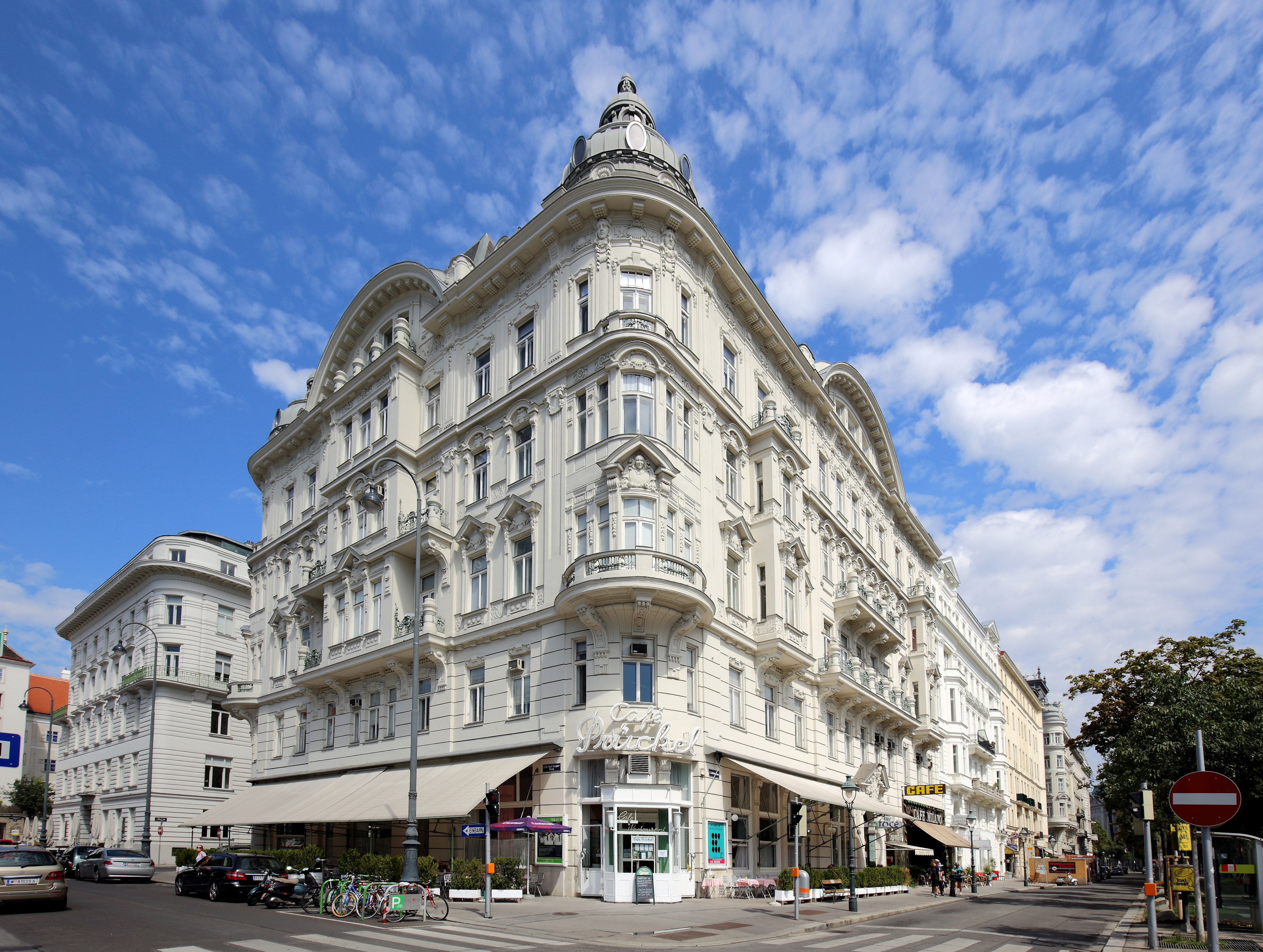
Wohn-, Büro- und Geschäftshaus (Stubenring 24 / Dr.-Karl-Lueger-Platz 6 / Biberstraße 2)

Die von Jakob Gartner für das Bürgertum errichteten Gebäude waren überaus repräsentativ. Eckhäuser schmückte er häufig mit kuppelförmigen Dachaufbauten oder mit Giebelaufsätzen.
- 1897: Wohn- und Geschäftshaus "Zu drei Hähnen" (Masarykova, Brünn)
- 1898: Miethaus (Borschkegasse 8, Wien-Alsergrund)
- 1899–1901: Kaiserin-Elisabeth-Wöchnerinnenheim (Knöllgasse 22 – 24, Wien-Favoriten)
- 1901: Miethaus (Johann-Strauß-Gasse 32, Wien-Wieden)
- 1901–1902: Miethaus (Albertgasse 36 / Florianigasse 54, Wien-Josefstadt)
- 1902: Wohnhaus (Biberstraße 4, Wien-Innere Stadt)
- 1902: Wohn-, Büro- und Geschäftshaus (Stubenring 24 / Dr.-Karl-Lueger-Platz 6 / Biberstraße 2, Wien-Innere Stadt), im Auftrag von Adolf Gallia
- 1904–1905: Wohn- und Geschäftshaus (Stubenring 14 / Rosenbursenstraße 10, Wien-Innere Stadt)
- 1905: Wohn- und Geschäftshaus J. Gartner (Stubenring 2 / Wiesingerstraße 10 / Julius-Raab-Platz 3, Wien-Innere Stadt)
- 1906: Miethaus (Dapontegasse 4 / Riessgasse, Wien-Landstraße)
- 1906–1907: Miethaus (Theoboldgasse 16 / Pfauengasse 3, Wien-Mariahilf), 1958 umgestaltet

1910: Wohn- und Geschäftshaus (Invalidenstraße 9 / Ditscheinergasse 2 – 4, Wien-Landstraße)